# Dominikanerinnenkloster Lienz

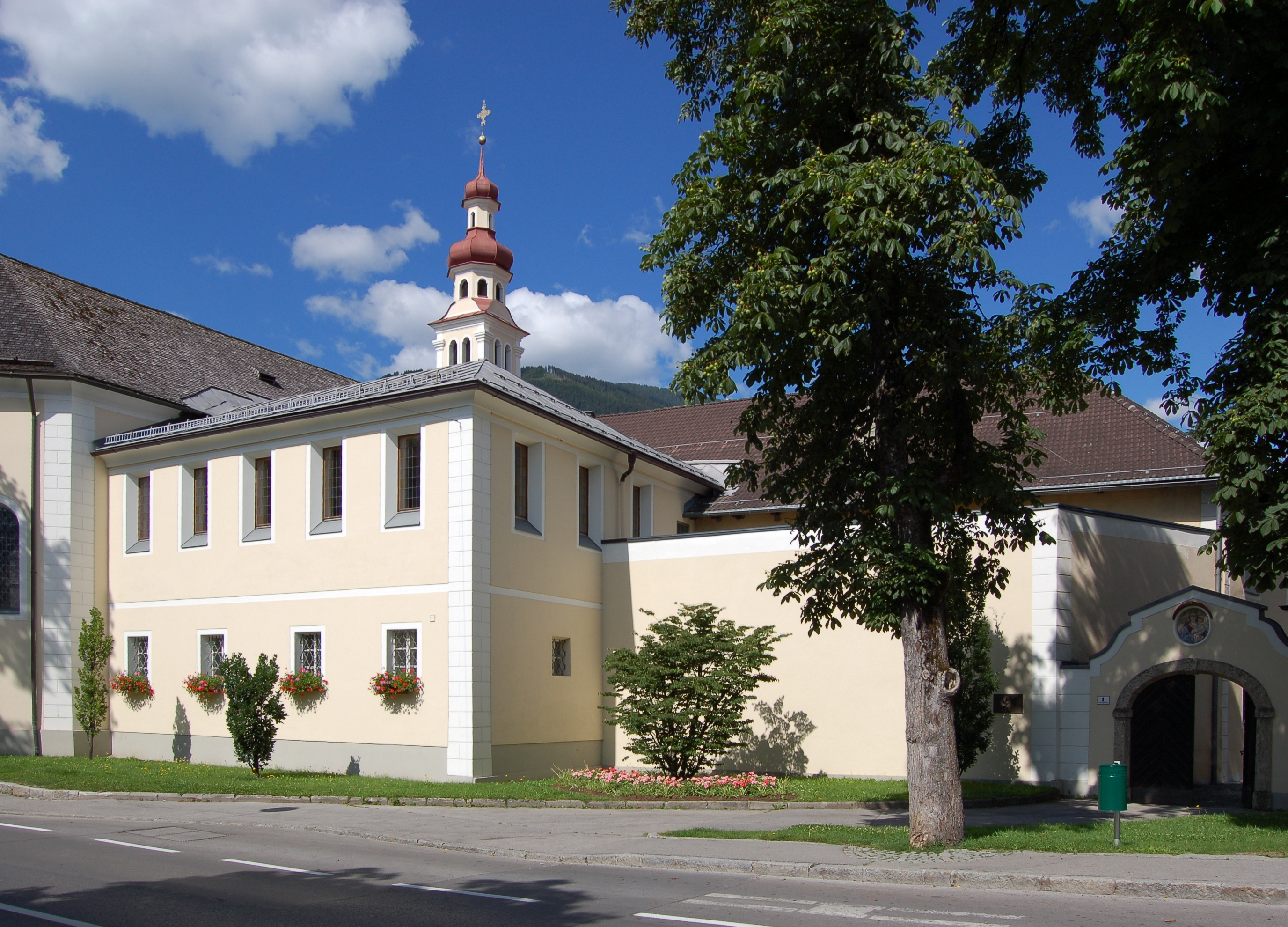
Dominikanerinnenkloster Lienz

Das Dominikanerinnenkloster Lienz (auch: Klösterle Lienz oder Maria Heimsuchung Lienz) ist seit dem 13. Jahrhundert ein Kloster des Dominikanerordens in Lienz in Österreich. Es gilt als des älteste Dominikanerinnenkloster im deutschsprachigen Raum. Kloster und Klosterkirche stehen unter Denkmalschutz (Listeneintrag Kloster, Listeneintrag Kirche).

## Geschichte
Im 12. Jahrhundert bildete sich in Lienz eine kleine Gemeinschaft von Frauen (Beginen), die ein klösterliches Leben ohne Ordensregel führten. 1218 wurde diese dem wenige Jahre zuvor gegründeten Orden der Dominikanerinnen angeschlossen, der Überlieferung nach (ebenso wie das Dominikanerkloster Friesach) durch den  heiligen Hyazinth von Polen. Dank einer Stiftung von Graf Meinhard III. und seiner Frau Eufemia im Jahr 1243 konnte das Klostergebäude am rechten Iselufer bei der alten Brücke neu gebaut und um 1250 fertiggestellt werden.
Die Nonnen führten ein strenges, abgeschiedenes Leben. Sie waren weitgehend selbstständig und standen unter dem Schutz des Papstes. Sie lebten von Almosen und öffentlichen Zuwendungen. Nach Bränden in den Jahren 1413 und 1613 wurde das Kloster wiederhergestellt.
Nachdem die Schwestern seit dem 17. Jahrhundert die weibliche Jugend der Stadt privat unterrichtet hatten, eröffneten sie 1781 eine städtische Mädchenschule und entgingen auf diese Weise der Welle von Klosteraufhebungen im Zeitalter des Josephinismus. Aus der Schule entwickelte sich die heutige „Fachschule für wirtschaftliche Berufe der Dominikanerinnen“ (FW und ALW Dominikanerinnen Lienz) mit 150 Schülerinnen.
Am 2. Februar 1945 wurde die Klosterkirche durch eine Bombe teilweise zerstört und nach dem Krieg wieder aufgebaut. 
Das Archiv des Klosters geht bis ins Jahr 1242 zurück und gilt als eines der vollständigsten und historisch wertvollsten Klosterarchive in Österreich.

## Anlage

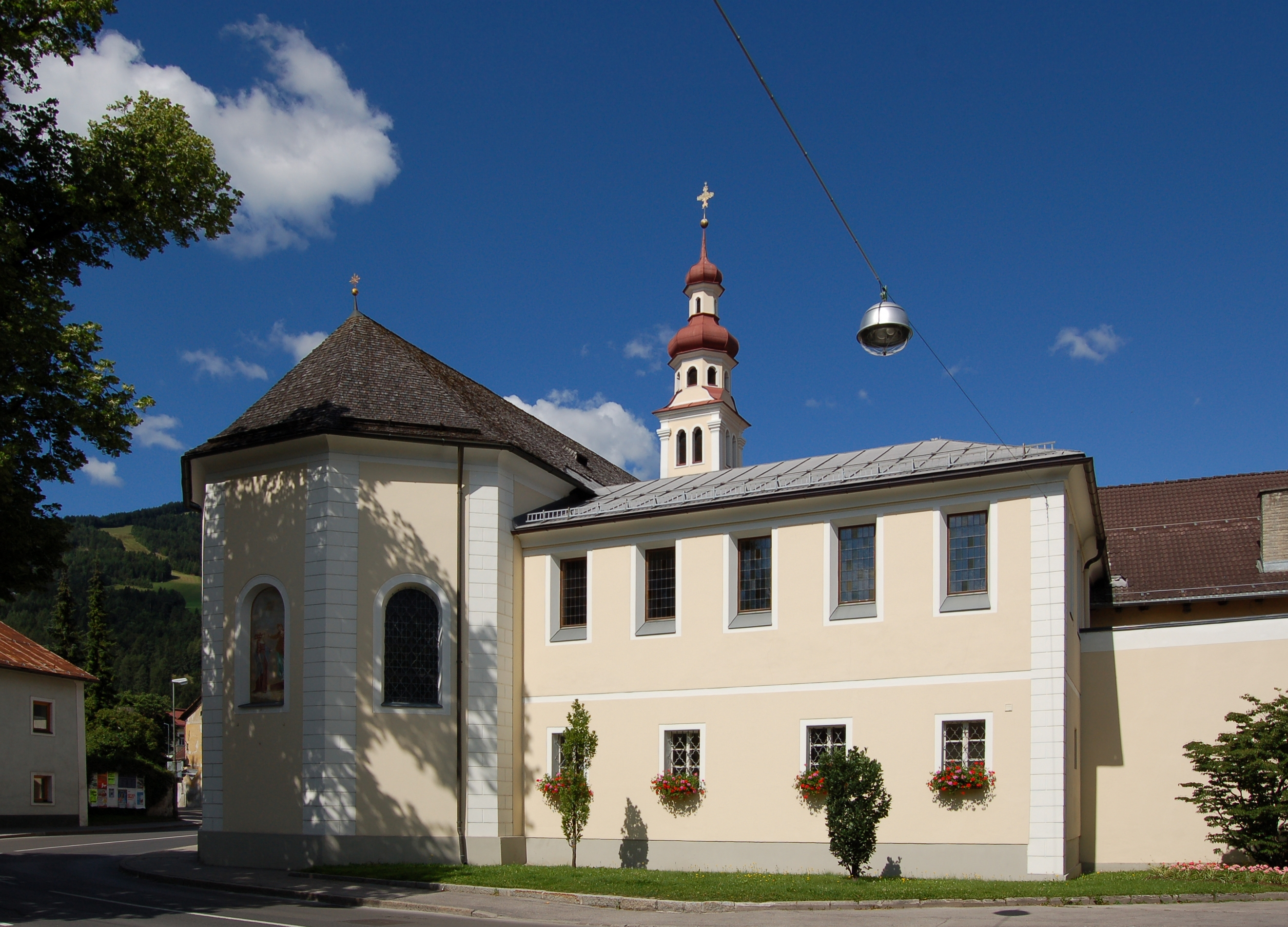
Chor der Kirche und Konventtrakt

Die im Kern mittelalterliche Klosteranlage wurde im Lauf der Jahrhunderte mehrfach erweitert und umgebaut. Die aus unterschiedlichen Bauphasen stammenden Trakte sind um einen unregelmäßigen Innenhof gruppiert, die ganze Anlage ist nach außen von einer Mauer bzw. Gebäuden begrenzt. Der älteste, aus dem Mittelalter stammende Teil, der Konvent, schließt nördlich an die Kirche an und umgibt den unregelmäßig viereckigen Kreuzgang, in dem ein spätgotisches Biforienfenster freigelegt wurde. Westlich grenzt ein im 18. Jahrhundert errichteter Trakt („Neuer Trakt“) mit dem Noviziat an. Im Süden befindet sich der 1908/1909 errichtete Schultrakt, der durch einen kleinen Baukörper mit dem Neuen Trakt verbunden ist.
Im Zentrum des Innenhofes an der Westwand des Konventtraktes steht ein offenes, 1887 errichtetes Brunnenhaus. Unter einem verschindelten Giebeldach befindet sich ein sechseckiges Gusseisenwaschbecken, das unter anderem zum Waschen der Wäsche diente.
Westlich der Anlage schließt der große, von einer Mauer umgebene Klostergarten mit Obstbäumen sowie Beeten mit Gemüse, Blumen und Heilkräutern an. Im Zentrum steht ein kleines, viergiebeliges Salettl über quadratischem Grundriss mit Zeltdach und Holzschindeldeckung, das etwa zwischen 1860 und 1920 errichtet wurde und mit Zierschnittbrettern und einem Holzgitter im Mittelbereich gestaltet ist.

### Klosterkirche

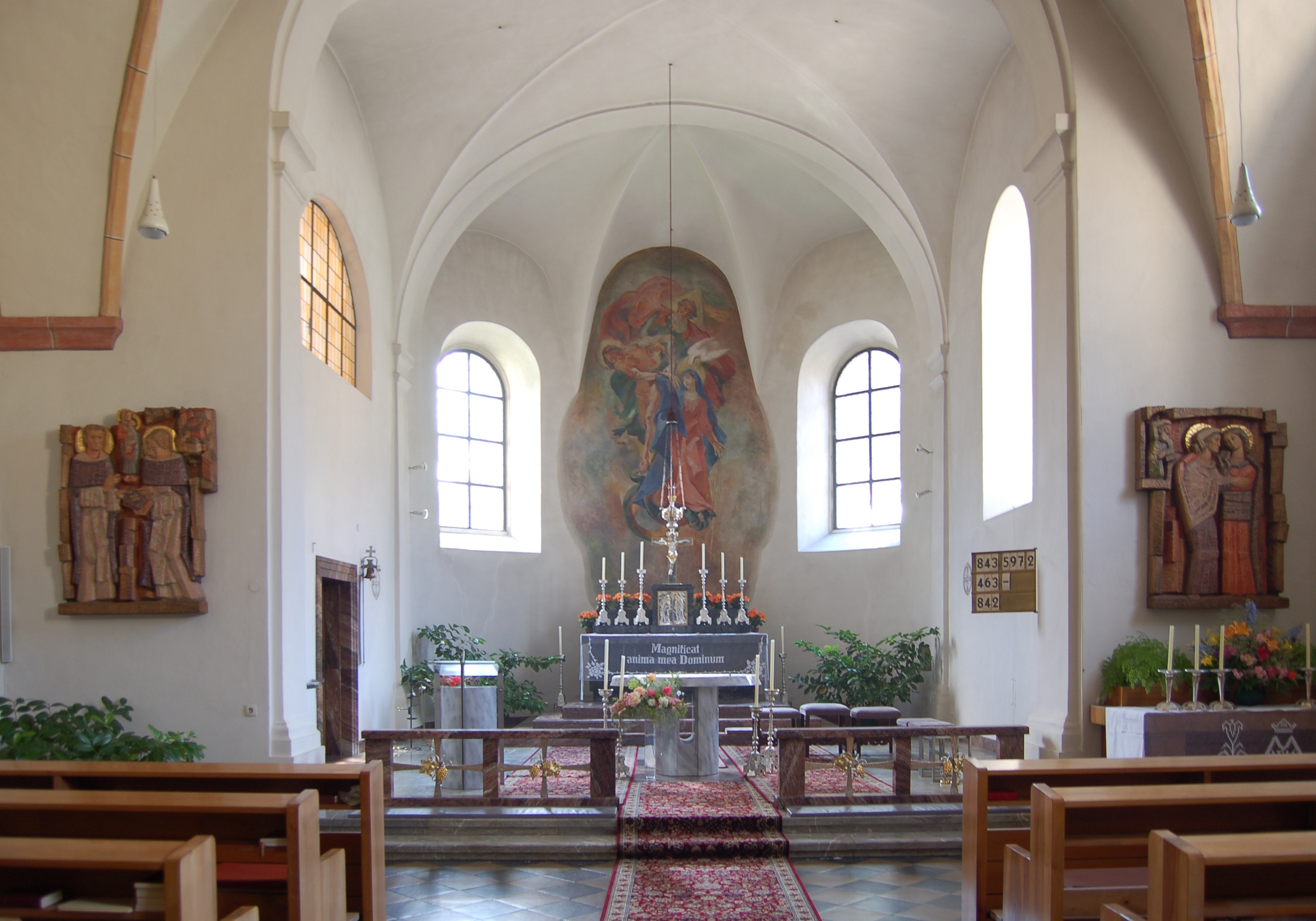
Inneres der Klosterkirche, Blick zum Chor

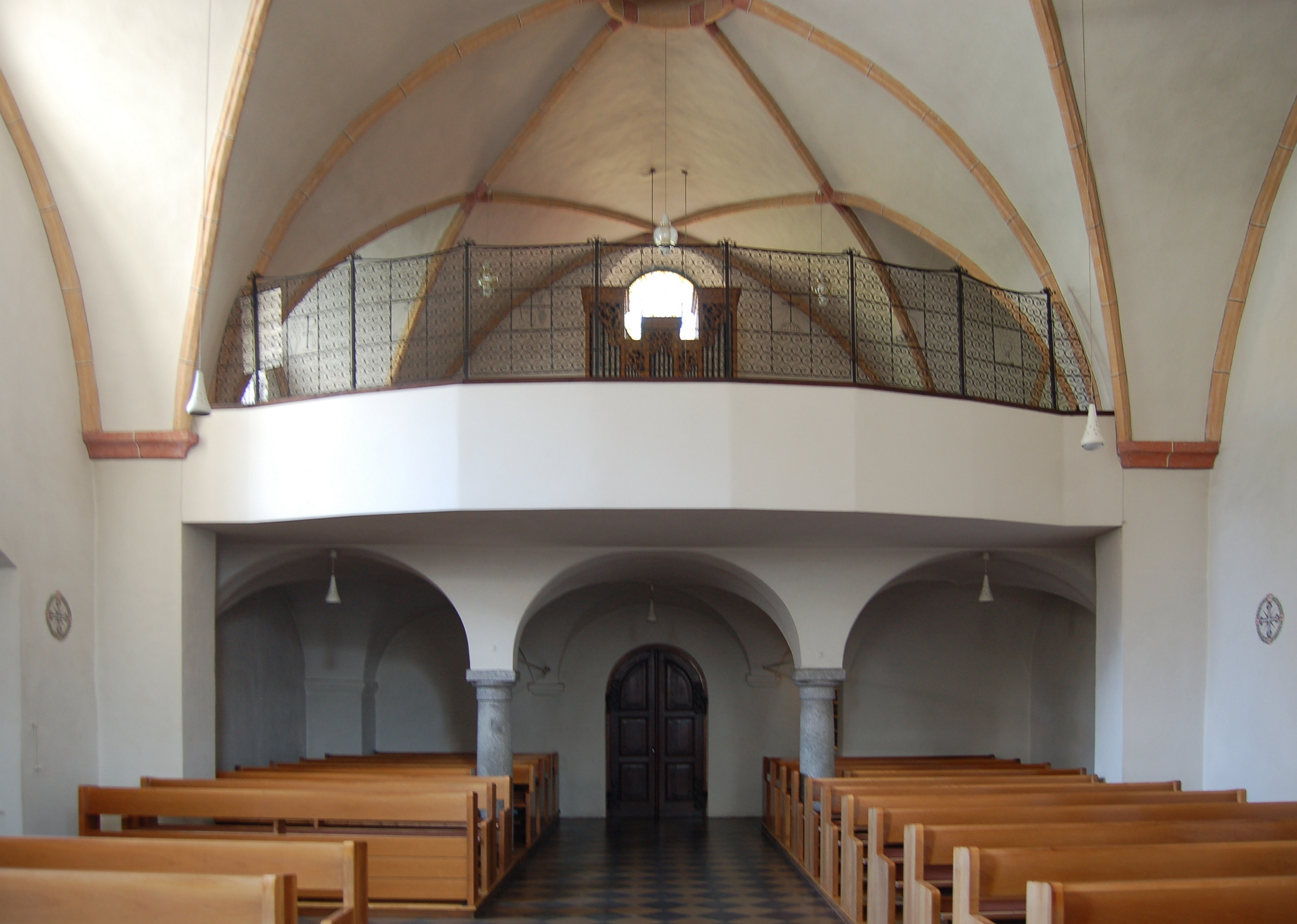
Blick zur Empore

Die Klosterkirche Mariä Heimsuchung steht in der Südostecke der Anlage und gehört im Kern vermutlich zur ursprünglichen Bausubstanz. Ihr heutiges Aussehen geht im Wesentlichen auf den Wiederaufbau nach dem Brand 1613 zurück.
Das dreijochige Langhaus ist mit einem steilen, schindelgedeckten Satteldach gedeckt und mit geböschten, abgetreppten Strebepfeilern gegliedert. Ein vorhallenartiger Anbau ist teilweise in den Klosterkomplex eingebunden und dient als Verbindung zum Kreuzgang. An der Südseite befinden sich zwischen den Strebepfeilern des Langhauses sowie in den Längs- und Schrägwänden des Chores große Rundbogenfenster mit diagonal verstrebten Schmiedeeisengittern. Im zweiten Langhausjoch befindet sich ein Portalvorbau über polygonalem Grundriss. Der Chor ist leicht eingezogen und polygonal geschlossen. Die Blendnische an der Stirnseite schmückt ein Wandgemälde mit der Heimsuchung Mariens aus der Mitte des 20. Jahrhunderts.
Innen wird das schlichte, einschiffige Langhaus von einer Stichkappentonne mit gekehlten Rippen über kräftigen Wandpfeilern mit Kämpfergesims überwölbt. Im Westen befindet sich eine mächtige, polygonal vorkragende Empore mit Orgel und Somcmerchor die vom Klostergebäude zugänglich ist. Der Triumphbogen ist rundbogig geschlossen, der eingezogene, einjochige Chor ist um zwei Stufen erhöht und mit einem Kreuzgratgewölbe über flacher Pilastergliederung versehen.
Die Ausstattung stammt zum Großteil aus der Zeit nach 1945. Das Wandfresko hinter dem Hochaltar zeigt die Himmelfahrt Mariens, es wurde 1949 von Hans Andre geschaffen.

## Tochterklöster
Das in Algund in Südtirol von Joseph II. 1783 aufgelöste, 1848 von Lienz zurückgekaufte und seit 1863 selbständige Dominikanerinnenkloster Maria Steinach ist seit 2018 wieder mit Lienz vereinigt. 1858 gründete Lienz das Dominikanerinnenkloster Friesach in Kärnten, 1868 ein weiteres Kloster in Güns in Ungarn.